# تشن يوي
تشن يوي (بالصينية: 陈跃) هي دراجة صينية، ولدت في 10 أكتوبر 1989.